# Robert Havard de La Montagne
Robert Havard de la Montagne (Paris, 11 novembre 1877 - Verneuil-sur-Avre, 11 août 1963) est un journaliste, écrivain et militant royaliste français.

## Biographie
Secrétaire de Denys Cochin, député de la Seine, il commence sa carrière de journaliste en 1899-1900 à L’Express du Midi à Toulouse, puis est rédacteur en chef du Nouvelliste de la Sarthe et prend ensuite (1909 à 1914) la direction du Nord Patriote de Lille. Il fonde plus tard le bimensuel Rome (1923-1934) qui paraissait en langue française dans la capitale italienne. Dans les années 1925-1930 il est aussi directeur de l'agence du Figaro à Rome.
Il fut l'un des collaborateurs de L'Action française de Charles Maurras et l'un des premiers historiens du mouvement.
Pétainiste pendant l'occupation allemande, il soutient la politique antisémite du régime de Vichy, et se prononce pour la répression sans pitié contre la Résistance intérieure française. Il signe quelques articles sur l'actualité dans le journal collaborationniste Je suis partout, tout en s'écartant sensiblement du style de celui du journal, et écrit dans la Revue universelle pro-vichyste.
Il est condamné le 29 janvier 1947 à une peine de dégradation nationale par la Chambre civique de Lyon (l'un des tribunaux créés à la Libération).
Collabore plus tard à Aspects de la France sous le pseudonyme de Jacques Villedieu.
Tertiaire de Saint-Benoît, a été vice-président de l'Association de la presse monarchique et catholique.

## Publications
- 1905 : Examen de conscience - Causeries sur le temps présent (Perrin).
- 1906 : Les Candidats à la présidence (P., Librairie C. Clavreuil).
- 1907 : L'Âme qui se donne (roman, P., Grasset).
- 1910 : Leur fils (roman, P., Grasset).
- 1910 : L'Action Française, ses origines, son but, sa méthode, conférence donnée à Angers le 28 février 1912 (Angers, Imprimerie du "Journal de Maine-et-Loire", 37 pages).
- 1910 : Le Romantisme français, conférence donnée à Antoing (Belgique) le 13 février 1910 (Editions de la revue "Hors de France" du Collège du Sacré-Cœur d'Antoing, n° 3, 32 pages).
- 1913 : Madame de Maintenon (P., Lethielleux).
- 1914 : Mademoiselle de Scudéry (P,. Lethielleux).
- 1919 : Sainte Catherine de Sienne. Sa vie, sa mort et ses miracles d'après un manuscrit italien du XVe siècle de Thomas Maconi. Traduction de l'italien par Robert et Madeleine Havard de la Montagne avec une introduction et des notes (P., Perrin).
- 1924 : Les Fioretti de Sainte Catherine de Sienne. Recueillies par le R.P. Taurisano, O.P. Traduction de Madeleine Havard de la Montagne. Lettre-préface du cardinal Gasparri (P., Art catholique).
- 1926 : À propos d'un Centenaire. Étude sur le Ralliement (Perrin - Librairie de L'action Française).
- 1948 : Histoire de la Démocratie Chrétienne de Lamennais à Georges Bidault (P., Amiot-Dumont).
- 1950 : Histoire de l'Action Française (P., Amiot-Dumont).
- 1953 : Pie X par le R.P. Jérôme Dal-Gal. Traduction de l'italien (P., éd. Saint-Paul).
- 1953 : Évêque volant, cinquante ans au Grand Nord canadien", Mgr Gabriel Breynat, O.M.I. Réduction en 1 vol. de Robert Havard de la Montagne d'après l'œuvre originale publiée au Canada en 3 volumes (P. Amiot-Dumont).
- 1956 : Chemins de Rome et de France. Cinquante ans de souvenirs (P., N.E.L.).